# Afrocominella
Afrocominella là một chi ốc biển, là động vật thân mềm chân bụng sống ở biển trong họ Buccinidae.

## Các loài
Các loài trong chi Afrocominella gồm có:
- Afrocominella capensis (Dunker in Philippi, 1844)
- Afrocominella multistriata (Turton, 1932)
- Afrocominella turtoni (Bartsch, 1915)
- Afrocominella elongata [2]: đồng nghĩa của Afrocominella capensis